# Кремпна (гмина)
Кремпна (пол. Krempna) — сельская гмина (волость) в Польше, входит как административная единица в Ясленский повет, Подкарпатское воеводство. Население — 1976 человек (на 2004 год).

## Демография
| Перепись                       | Всего   | Всего | Женщины | Женщины | Мужчины | Мужчины |
| ------------------------------ | ------- | ----- | ------- | ------- | ------- | ------- |
| Единицы                        | человек | %     | человек | %       | человек | %       |
| Население                      | 1976    | 100   | 942     | 47,7    | 1034    | 52,3    |
| Плотность населения (чел./км²) | 9,7     | 9,7   | 4,6     | 4,6     | 5,1     | 5,1     |

## Поселения
1. Граб
2. Котань
3. Кремпна
4. Мысцова
5. Оженна
6. Поляны
7. Свёнткова-Мала
8. Свёнткова-Велька
9. Вышоватка
10. Жидовске
11. Свежова-Руска
12. Хута-Поляньска
13. Хута-Кремпска
14. Розстайне
15. Чеханя
16. Вжосова-Поляна

## Соседние гмины
1. Гмина Дукля
2. Гмина Новы-Жмигруд
3. Гмина Осек-Ясельски
4. Гмина Сенкова